# Municipalità di Pittwater
La municipalità di Pittwater è una local government area che si trova nel Nuovo Galles del Sud. Si estende su una superficie di 91 chilometri quadrati e ha una popolazione di 59.847 abitanti. La sede del consiglio si trova a Mona Vale.

## Amministrazione

### Gemellaggi
- Soibada (Timor Est)